# آراغاتسوتن (محافظة)
محافظة آراغاتسوتن ((بالأرمنية: Արագածոտնի մարզ)‏) محافظة تقع في شمال شرق لأرمينيا ومركزها مدينة آشتاراك، سميت بهذا الاسم لوجود سلسلة جبال آراغاتس في المحافظة.
وتبلغ مساحتها 2,756 km ويبلغ عدد سكانها 132,925 نسمة حسب تعداد عام 2011 .

## مدن محافظة آراغاتسوتن
- آشتاراك (آراغاتسوتن)، مركز المحافظة
- أباران (آراغاتسوتن)
- تالين (آراغاتسوتن)

## من البلدات الكبيرة والمهمة
- أغاراك (آراغاتسوتن)
- أغدزك (آراغاتسوتن)
- آراغاتسوتن (آراغاتسوتن)
- أرتيني (آراغاتسوتن)
- أوجان (آراغاتسوتن)
- أوشاكان (آراغاتسوتن)
- اوهانافان (آراغاتسوتن)
- باربي (آراغاتسوتن)
- بيوراكان (آراغاتسوتن)
- تساغكاوفيت، آراغاتسوتن
- ساسونيك (آراغاتسوتن)
- شاميرام (آراغاتسوتن)
- غيغادزور (آراغاتسوتن)
- فوسكيفاز (آراغاتسوتن)
- كاربي (آراغاتسوتن)
- كوش (آراغاتسوتن)
- كوشاك (آراغاتسوتن)
- ماستارا (آراغاتسوتن)
- نيركين بازمابيرد (آراغاتسوتن)
- هنابيرد (آراغاتسوتن)